# 33224 Lesrogers
33224 Lesrogers è un asteroide della fascia principale. Scoperto nel 1998, presenta un'orbita caratterizzata da un semiasse maggiore pari a 3,0607859 UA e da un'eccentricità di 0,0596888, inclinata di 8,26438° rispetto all'eclittica.